# Південно-Східний Союз
Південно-Східний союз козацьких військ, горців Кавказу і вільних народів степів (рос. Юго-Восточный союз казачьих войск, горцев Кавказа и вольных народов степей), Доно-Кавказький Союз (рос. Доно-Кавказский Союз), Козакія (рос. Казакия) — державне утворення під час розпаду Російської імперії у 1917—1920 роках, що мало об'єднати козацькі та горську республіки.

## Історія

### Осінь-зима 1917: Південно-Східний Союз

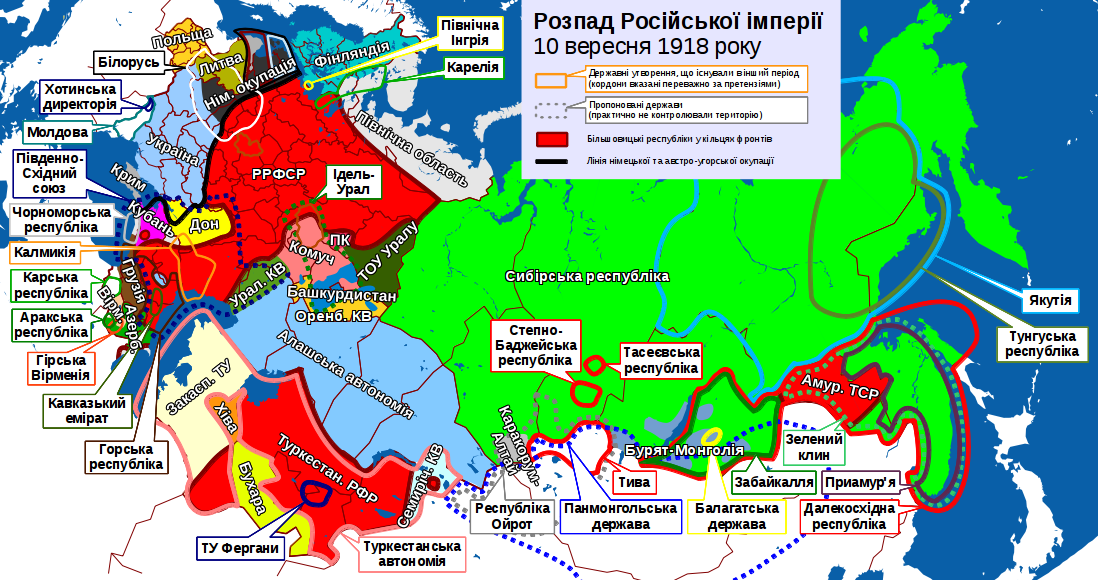
Південно-Східний Союз на мапі розпаду Російської імперії

Після Лютневої революції почався процес автономізації країн, що входили до складу Російської імперії, включно з козацькими регіонами. Разом із набуттям більшої автономії у козацьких військах Передкавказзя почалося обговорення можливих союзів між козацькими і кавказькими регіонами, а також Україною. У червні 1917 року у Новочеркаську (Дон) відбулася зустріч лідерів донських, кубанських і терських козаків, на якій було ухвалено рішення про утворення комісії, ціллю якої була розробка принципів майбутнього союзу.
Перша конференція козацьких військ Південного Сходу відбулася у вересні 1917 року в Катеринодарі (Кубань); на ній розглядалося створення організації, яка би представляла інтереси козацтва та регіону.
20 жовтня 1917 року у Владикавказі (Терщина) на другій конференції був підписаний союзний договір про створення Південно-Східного союзу козацьких військ, горців Кавказу і вільних народів степів. До нього увійшли донське, кубанське, терське і астраханське козацькі війська; 31 жовтня до Союзу приєдналися уральські козаки. Народи Північного Кавказу у федерації представляв Союз об'єднаних горців. Під «вільними народами степів» розумілися у першу чергу калмики, які увійшли до Союзу. Також степові райони населяли ногайці і трухмени, які були представлені у Союзі об'єднаних горців, а також казахи Букеївської орди.
Назва Союзу походить від неофіційної назви регіону у часи Російської імперії; територія України у той же час називалася Південним Заходом.
Головою Союзу був обраний донський отаман Каледін. Уряд Союзу, очолюваний Василем Харламовим, почав працювати у листопаді 1917 року в Катеринодарі на Кубані.
У декларації про утворення Об'єднаного уряду Союзу говорилося, що його учасники вважають бажаним федеративний устрій Росії та готові захищати свої федеративні права і козацькі вольності. Союз був утворений на фоні наростання економічної, військової та політичної кризи у Російській республіці та захоплення більшовиками влади у Петрограді. Він фактично припинив існування із захопленням більшовиками його території (Астрахань, Дагестан і Терщина — наприкінці 1917 року, Дон і Кубань — лютий-березень 1918).
Навесні 1918 року були утворені радянські альтернативи козацьким республікам, які зрештою були об'єднані у Північно-Кавказьку Радянську Республіку.

### 1918: Проєкт Доно-Кавказького Союзу
Після відновлення влади козацьких урядів на Дону і Кубані навесні-влітку 1918 року була відновлена і ідея створення Союзу. За проєктом конституції, запропонованим новим донським отаманом Петром Красновим, Доно-Кавказький Союз мав бути проголошений як суверенна держава. Назва була замінена через те, що на думку отамана Краснова «Південно-Східний Союз» позиціонувався щодо центру Росії, і відтак не міг бути назвою суверенної держави.
Проєкт не було втілено у життя через спротив найсильнішої серед антибільшовицьких сил Добровольчої армії, керівництво якої складалося з російських імперіалістів-консерваторів. Кубанський уряд, втім, повідомив Краснову, що вважає дійсним договір про утворення Південно-Східного Союзу.

### 1919—1920: Перемовини під тиском

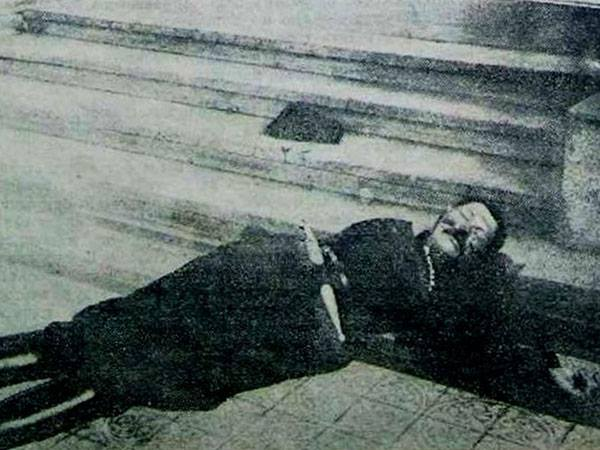
Голова Кубанської ради Микола Рябовіл, вбитий білогвардійським агентом під час федералістської конференції у 1919 році

У лютому 1919 з ініціативою скликання федералістської конференції виступила Кубанська Рада, проте вона не відбулася через проблеми на фронті. У червні 1919 року конференція зібралася на Дону у Ростові. У перший її день агентом тодішньої тимчасової влади Півдня Росії був вбитий один з найпослідовніших самостійників голова Кубанської Ради Микола Рябовіл, програму конференції було зірвано. Конституцію Союзу було врешті решт прийнято у січні 1920 року на зборах Верховного Кола Дону, Кубані і Тереку в Катеринодарі, однак на той час значна частина Дону вже була втрачена, а до евакуації військ до Криму залишалося кілька місяців.

### Склад Союзу
Союзні козацькі війська та народи утворили такі державні утворення під час розпаду Російської імперії:
- Всевелике Військо Донське,
- Кубанська Народна Республіка,
- Республіка Горців Кавказу,
- Калмицький військовий уряд,
- Астраханське козацьке військо,
- Терське козацьке військо,
- Уральське козацьке військо (увійшло до Південно-Східного Союзу, але було відсутнє у проєкті Доно-Кавказького Союзу; від основної території Союзу його відділяла казахська Букеївська орда).

Передбачалося, що до союзу також мають увійти:
- Ставропольська губернія
- Чорноморська губернія (Новоросійськ)
- Сухумський округ (Абхазія)
- Закатальський округ (Північно-Західний Азербайджан)
- Кубинский повіт (Північний Азербайджан, "до станції Кілязі")
- Старобільський повіт (Катеринославська губернія , Претензії Всевеликого Війська Донського)
- Слов'яносербський повіт (Катеринославська губернія, претензії Всевеликого Війська Донського)

За проєктом Краснова, «зі стратегічних міркувань» до союзу також включалися:
- Південна частина Воронезької губернії зі станцією Лиски та містом Вороніж
- Частина Саратовської губернії з містами Камишин і Царицин (пізніше — Сталінград) та німецькою колонією Сарепта-на-Волзі

## Спадок союзу

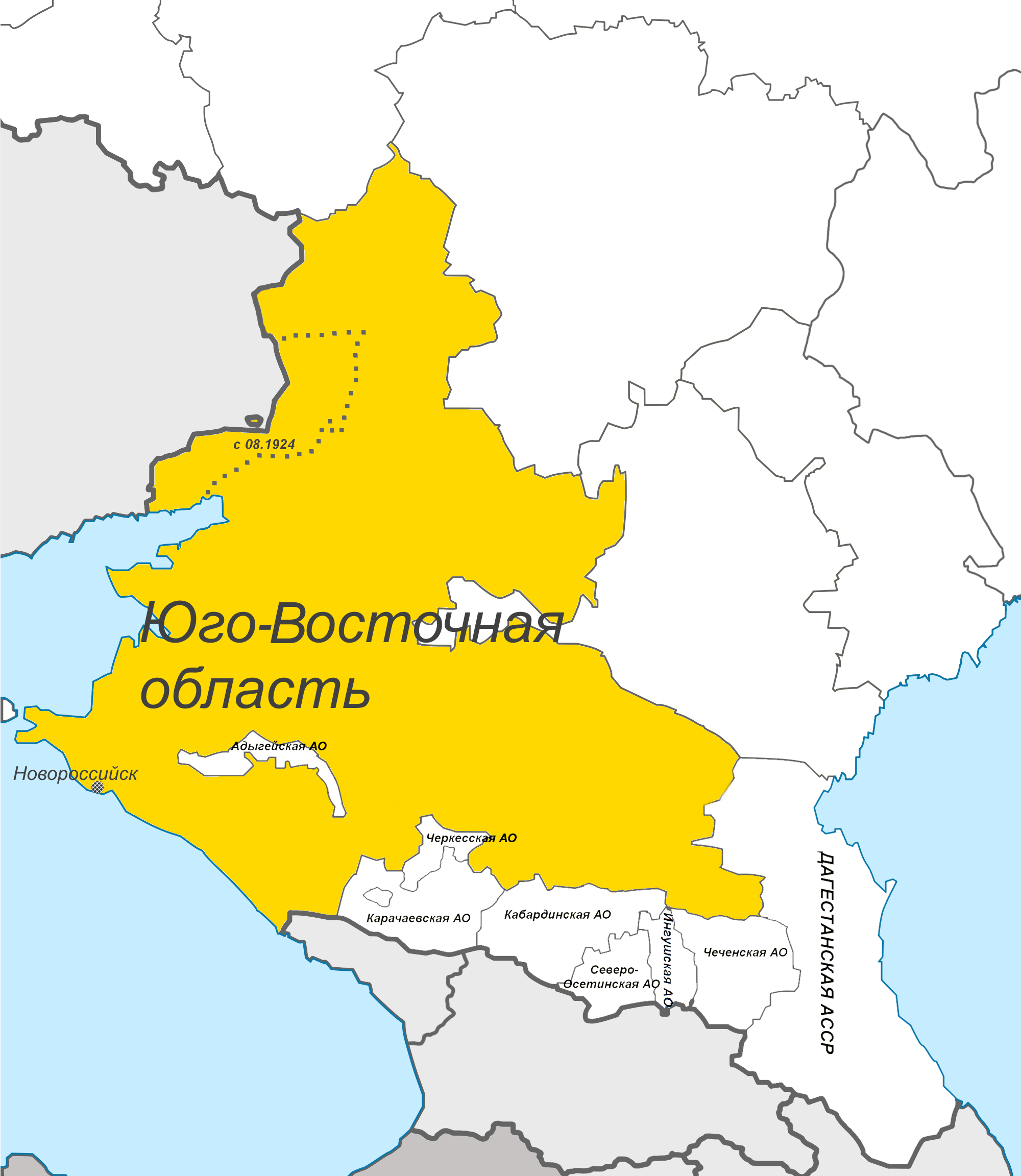
Карта Південно-Східної області

Емігрантський журнал «Казакия»

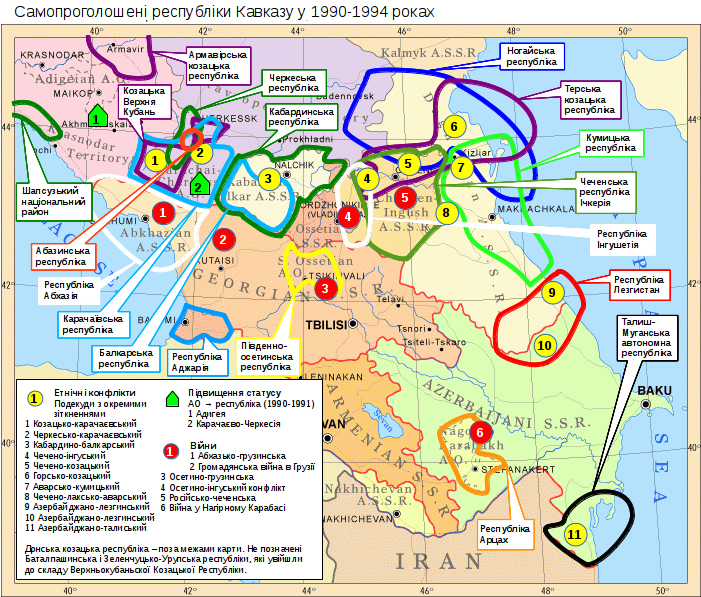
Самопроголошені республіки Кавказу у 1990-х

### Радянський Союз: Південно-Східна область
У 1924 році більша частина територій Союзу була об'єднана у Південно-Східну область, що була у тому ж році перетворена на Північно-Кавказький край з включенням до його складу національних автономій Північного Кавказу.

### Еміграція: Козакія
В еміграції козацькі самостійники утворили Вільно-козачий рух, який виступав за створення незалежної держави Козакія. Козакія згадується як одна з поневолених націй — поряд з Україною, Білоруссю, Ідель-Уралом та іншими радянськими республіками — у постанові Конгресу США про Тиждень поневолених народів.

### 1990-і: Союз козацьких республік
Починаючи з кінця 1980-х почалося відродження козацьких військ у Росії, а разом з ними — ідеї козацького автономізму. Восени 1991 року були проголошені Донська, Армавірська, Терська, а також Зеленчуцько-Урупська та Баталпашинська козацькі республіки, причому дві останні об'єдналися у Козацьку Верхню Кубань. Усі разом ці республіки сформували Союз козацьких республік півдня Росії, який розраховував стати однією з союзних республік. У той же час горські народи Кавказу утворили Конфедерацію народів Кавказу. Між організацією Всевелике Військо Донське та Чеченською республікою Ічкерія у 1994 році був укладений договір про дружбу.